# Cinéma du Panthéon
Le cinéma du Panthéon est une salle de cinéma indépendante d'Art et Essai située au 13, rue Victor-Cousin, dans le quartier de la Sorbonne du 5e arrondissement de Paris, près de la place du Panthéon, de laquelle il tient son nom. Ouvert en 1907, il s'agit de l'un des cinémas, encore en activité, les plus anciens de Paris.

## Historique

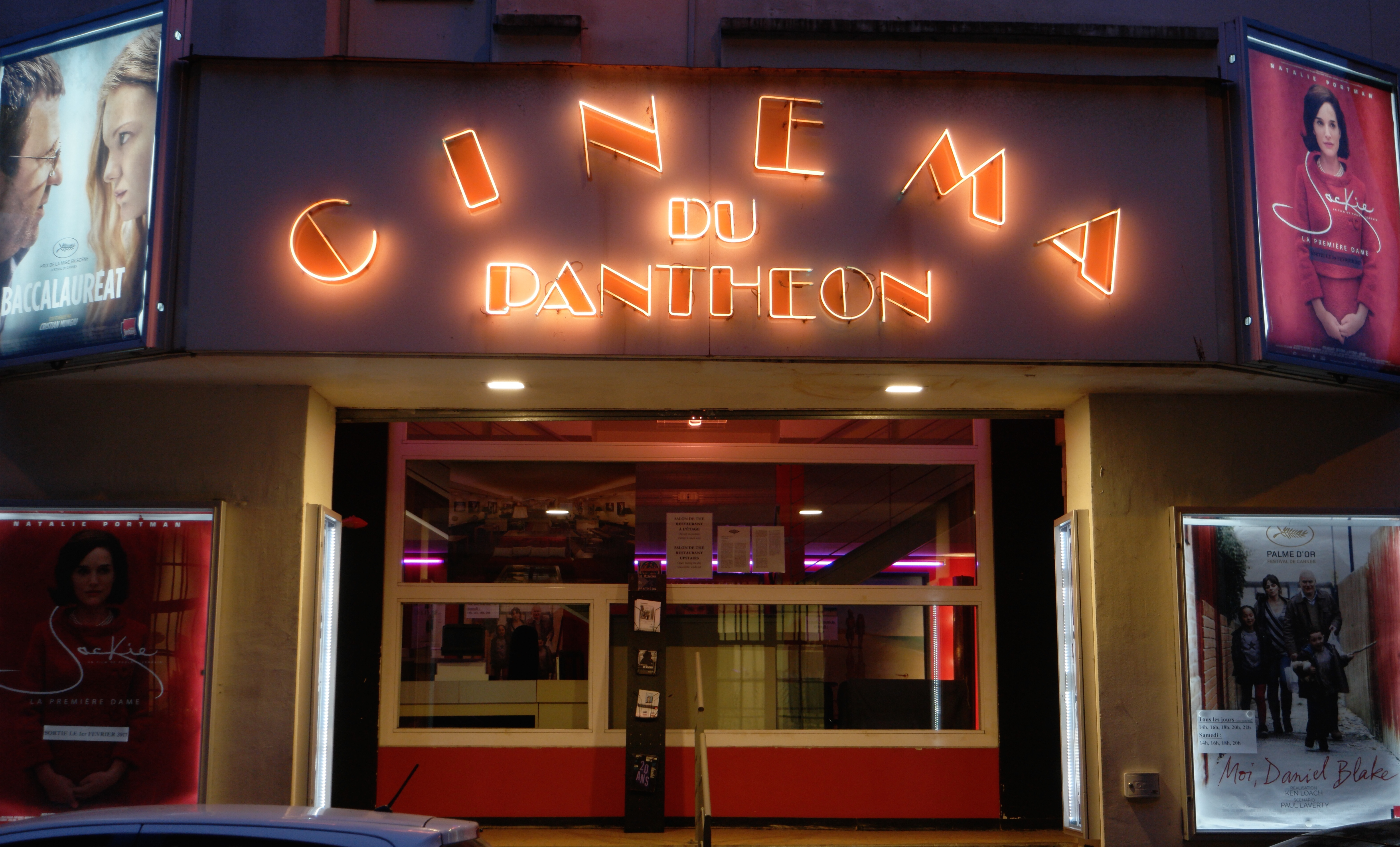
Entrée du cinéma éclairée par ses néons.

Cette salle est l'une des plus anciennes encore en activité à Paris puisqu'elle a été inaugurée en février 1907, après la rénovation d'un ancien gymnase des étudiants de la Sorbonne,. Reprise par Pierre Braunberger en 1929, la salle sera sous sa direction pendant plus de soixante ans, jusqu'en 1990. La mettant à la pointe des techniques modernes de l'époque, cette salle sera notamment la première à Paris à projeter des films en version originale. Ainsi en mai 1930, la salle est inaugurée avec la projection du film The Love Parade d'Ernst Lubitsch. Après la guerre, Jean-Paul Sartre et Jacques Prévert furent des spectateurs fidèles de cette salle. Sartre fait la description de ses sorties dans ce cinéma avec sa mère et la moue réprobatrice de son père dans son récit autobiographique Les Mots.
Pierre Braunberger fera intensément la promotion des cinéastes de la Nouvelle Vague comme François Truffaut, Jean-Luc Godard ou Alain Resnais. En 1972, il demande à Louis Roger, architecte décorateur, dessinateur, peintre et cinéaste, de redessiner la façade du cinéma. Dans les années 1990, après la mort de Pierre Braunberger, la salle est renommée « Europa Panthéon » et se diversifie dans les productions cinématographiques européennes.
En avril 2001, le cinéma est repris par la société de production Why Not Productions fondée par Pascal Caucheteux et spécialisée dans les films d'auteurs tels qu'Arnaud Desplechin, Philippe Garrel, Bruno Podalydès, Claude Lanzmann, Jacques Audiard, ou Jean-François Richet.
Le cinéma du Panthéon est la seule des anciennes salles parisiennes en activité sans interruption depuis son ouverture.

## «Le Salon»
En 2006, un foyer est aménagé sur 150 m2 dans les combles totalement réaménagées, dont le salon-bar a été entièrement décoré – avec du mobilier et des objets provenant de brocantes – par Catherine Deneuve et Christian Sapet,. Lieu de rencontres, il est fréquemment utilisé pour des entrevues journalistiques, pour la promotion des films, et pour des soirées privatisées de la société Why Not. Il comporte une terrasse et une bibliothèque spécialisée dans le cinéma.